# Veleda
Veleda is een zieneres die in de 1e eeuw na Chr. leefde. Volgens Tacitus voorspelde zij de overwinning van de Bataven geleid door Julius Civilis in hun opstand tegen de Romeinen.
Ze had veel invloed en genoot een hoog aanzien bij haar eigen stam, de Bructeri, maar ook bij andere Germaanse stammen. Zo is het bekend dat zij bemiddelde tussen Agrippiniërs, inwoners van de Romeinse nederzetting Colonia Claudia Ara Agrippinensium (het huidige Keulen in Duitsland) en de Germaanse stam de Tencteri. De Agrippiniërs kregen Veleda niet te zien. Ze verbleef hoog in een toren en een familielid gaf vragen en antwoorden door. Toen de Bataven in 70 een pretoriaanse trireem, het vlaggenschip van Cerialis, op de Rijn veroverden en de Lippe opsleepten, werd haar die als geschenk aangeboden.
Na de nederlaag van de Bataven kwam Veleda in handen van de Romeinen. Uit een gedicht van Statius is te begrijpen dat ze in 77 of 78 n.Chr. in gevangenschap naar Rome is gevoerd. Ook nu speelde ze weer een bemiddelende rol tussen Romeinen en Germaanse stammen.
Een Grieks epigram dat in Ardea werd gevonden noemt een Veleda aan wier profetische gaven getwijfeld werd. Men heeft wel gedacht dat Veleda hier ooit verbleven heeft, omdat zij als gevangene naar Italië zou zijn afgevoerd, maar zeker is dit absoluut niet.
Overigens is het niet zeker of met 'Veleda' een persoon bedoeld wordt, of dat 'veleda' verwees naar een bepaalde klasse van Germaanse heilige vrouwen of zieneressen. Het zou zelfs een Latijnse poging kunnen zijn om het Keltische woord veleta, "zieneres", weer te geven. Er is in dit verband dan ook een relatie gelegd met de Oudierse fili: een dichtersklasse die de vaardigheid zou bezitten de toekomst te voorspellen

## Externe link

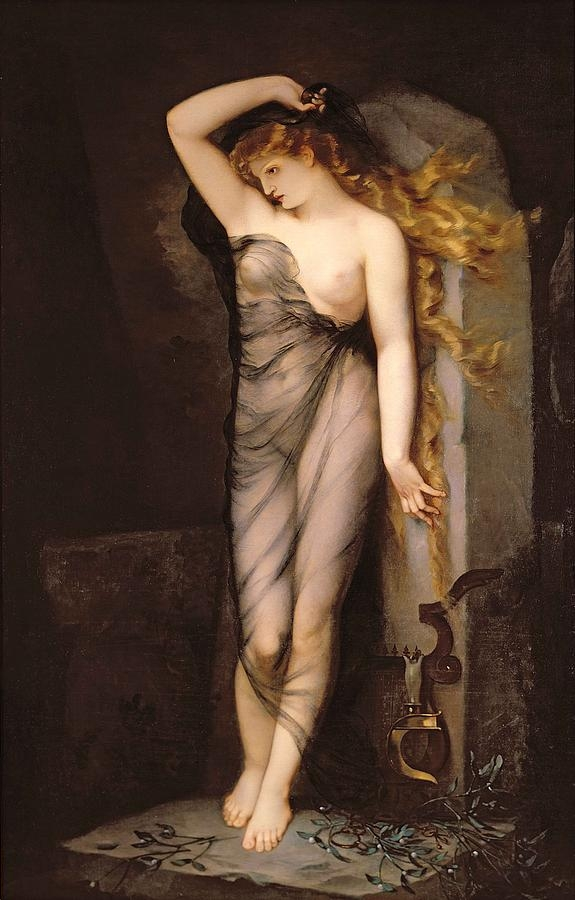
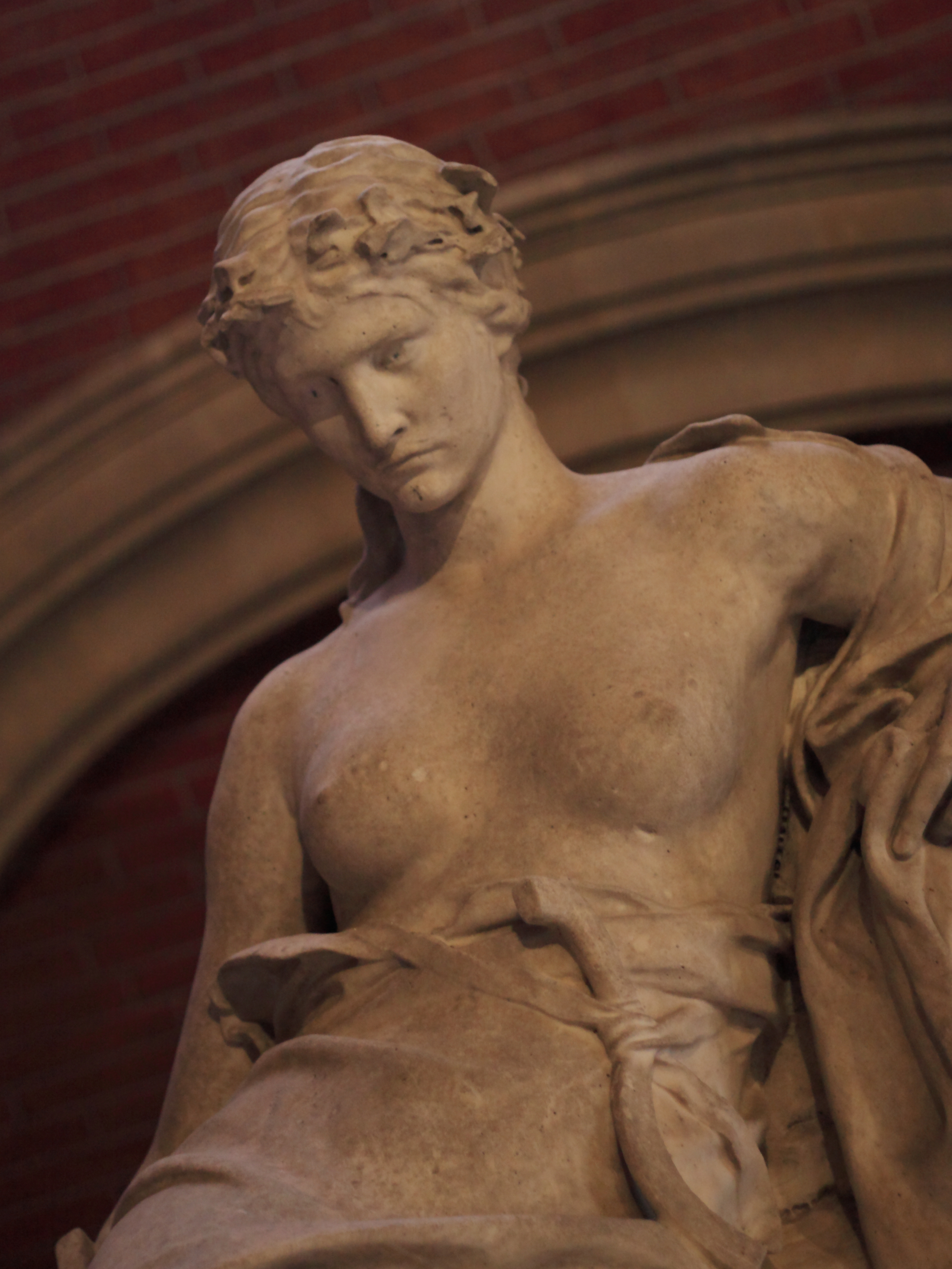
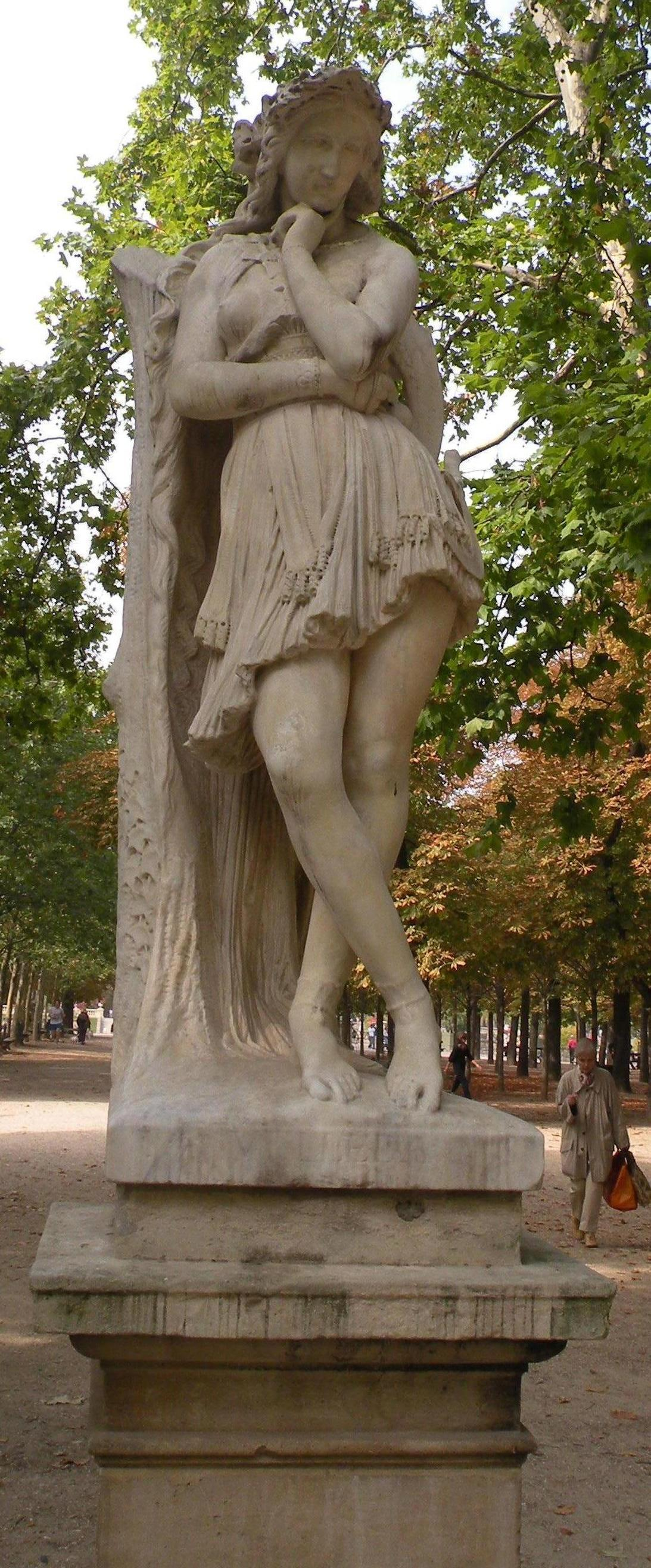

## Bron
- Veleda op het internet